# غريس غلاشير
غريس غلاشير (بالإنجليزية: Gries Glacier)‏ هو أحد جبال سلسلة وجزء من القمة الأم يقع في كانتون فاليز, سويسرا. يبلغ ارتفاع الجبل حوالي متر، بينما يبلغ ارتفاع نتوء الجبل متر.